# سانتياغو رودريغيز (ممثل)
سانتياغو رودريغيز (بالإسبانية: Santi Rodríguez)‏ هو فاعل خير وممثل إسباني، ولد في 27 يوليو 1965 في إسبانيا.

## أعمال

### أفلام
- (2007) هدف 2[3]

## وصلات خارجية
- سانتياغو رودريغيز على موقع IMDb (الإنجليزية)
- سانتياغو رودريغيز على موقع قاعدة بيانات الفيلم (الإنجليزية)